# Шайни
SHINee (на корейски: 샤이니; на английски: SHINee) е южнокорейска R&B група, сформирана от SM Entertainment. Групата дебютира със сингъла „Replay“ като пет членна група през 2008 година. След смъртта на Джонгхюн през декември 2017, групата остава квартет.
От дебюта им насам, те имат издадени три пълни албума, пет мини-албума, един концертен албум и няколко сингъла. Също така Шайни се смятат за модни икони. Известни са и със своя синхрон и сложност на танците. Фенклуба на групата се нарича „SHINee World“ или по-добре познат като Shawol.
Правят японския си дебют на 22 юни 2011 г. с японската версия на „Replay“. През декември 2011 г., пускат своя първи японски албум „The First“. Вторият им японски албум, „Boys Meet U“, излиза на 26 юни 2013 г. под лейбъла EMI Music Japan.

## Кариера

### 2008: Дебют
На 25 май 2008 г., Шайни издават първия си мини-албум „Replay“, който разбива корейските музикални класации, продавайки 17 957 копия в първата половина на 2008 г.
На 7 юни 2008 г., Шайни участват на Dream Concert в Olympic Stadium заедно с други южнокорейски артисти. Групата печели първата си награда, „Rookie of the Month“, на Cyworld Digital Music Awards на 22 юни 2008 г. На 23 август 2008 г., те присъстват на MNET 20's Choice Awards 2008, където те печелят наградата „Hot New Star“.
Издават първия си пълен албум „The Shinee World“, на 28 август 2008 г. Той се издига в класациите под номер 3, продавайки 30 000 копия. Първият сингъл от албума „Love Like Oxygen“ е кавър на песента „Show The World“ от датския победител в X-Factor, Martin Hoberg Hedegaard. На 18 септември 2008 г. „Love Like Oxygen“ е #1 на M! Countdown. Няколко дни по-късно, Шайни получават наградата „Mutizen“ за същия сингъл в музикалното предаване на SBS, Popular Songs.
Шайни участват в 5th Asia Song Festival, където получават наградата „Best New Artist“. Групата присъства на „2008 Style Icon Awards“, на 30 октомври 2008 г., където печели „Best Style Icon Award“. В същия ден, излиза техния repackage-албум на „The Shinee World“ озаглавен „Amigo“. Той съдържа три нови песни: „Forever or Never“, „Love Should Go On“ и промоционалния сингъл „Amigo“.
На 15 ноември 2008 г., Шайни спечеят наградата за „Best New Male Group“ на Mnet Asian Music Awards, побеждавайки колегите си от U-KISS, 2PM, 2AM и Mighty Mouth. Малко по-късно участват на наградите 23rd Annual Golden Disk Awards, където изпълняват някои от песните си и печелят наградата „YEPP Newcomer Album“.

### 2009: Romeo, нарастващата популярност на групата и 2009: Year of Us
В началото на февруари 2009 г., Шайни печелелят „Best Newcomer“ на 18-ите Музикални награди в Сеул. По-късно, SM Entertainment обявява, че Шайни ще направят завръщането си с втория си мини албум „Romeo“ на 21 май 2009 г. На 18 май излиза първият сингъл „Juliette“, инструментален римейк на „Deal with It“ на американския певец и актьор Corbin Bleu. По-късно бива обявено, че тяхното завръщане ще бъде отложено за 25 май 2009. В крайна сметка Шайни се завръщат на 5 юни 2009 г., в музикалното предаване на KBS, Music Bank, където получават наградата за първото място.
На 19 октомври 2009 г., пет месеца след излизането на „Romeo“, групата издава третия си мини-албум „2009, Year Of Us“, като водещият сингъл носи името „Ring Ding Dong“. В началото на декември 2009 г., Шайни печелят наградата за популярност, заедно с колегите си от SM Entertainment, Super Junior на 24-тите Golden Disk Awards. През декември, групата започва да промотира песента си „Jo Jo“ с изпълнения на живо в местни музикални програми.

### 2010: Lucifer и Първото азиатско турне
SM Entertainment издава индивидуални тийзър снимки на всеки член за новия им албум, като започват с Минхо на 8 юли 2010 г. и завършват с Кий на 12 юли 2010 г. Тийзърът, към клипа на главния сингъл от новия албум, излиза на 14 юли 2010 г. в официалния канал на SM Entertainment в YouTube. Първоначално датата за завръщането е 16 юли, но поради контузията на глезена на Минхо по време на снимките на „Let's Go Dream Team! Season 2, завръщането се отлага за 23 юли 2010 г.
Вторият им студиен албум, озаглавен „Lucifer“, е издаден на 19 юли 2010 г. в Южна Корея. Клипът към главния сингъл, също озаглавен „Lucifer“, излиза на същия ден. Само часове след излизането на албума, той оглавява музикалните класации в Корея. Песните в албума „биват по-внимателно подбрани от всякога“ казва SM Entertainment, а албумът дава на слушателите чудесна възможност да се насладят на разнообразни музикални стилове и на удивителните вокални умения на членовете. Групата прави завръщането си на 23 юли 2010 г. в предаването на KBS, Music Bank. Денс версията на „Lucifer“ излиза в същия канал на SM Entertainment в YouTube на 3 август 2010 г. Repackaged-версията на „Lucifer“, озаглавена „Hello“, излиза на 1 октомври 2010 г. заедно с три нови парчета.
Сред промоционалните им дейности към втория студиен албум, те участват на SMTown Live '10 World Tour, заедно със своите колеги от SM Entertainment. На 4 септември 2010 г., Шайни, заедно с колегите си от SM Entertainment правят концерт в Staples Center в Лос Анджелис. По-късно изнасят концерт в Hongkou Stadium, Шанхай.
На 26 декември 2010 г., групата започва първото си самостоятелно турне Shinee World. На концерта в Токио присъстват около 24 000 души. През 2011 г. групата обявява съвместната си работа с EMI Music Japan.

### 2011: Японският дебют и албума „The First“
На 1 януари 2011 г., Шайни изнасят концерт в Olympic Gymnastics Arena в Сеул, като част от тяхното турне, Shinee World. На 2 януари 2011 г., преди повторния си концерт в Сеул, провеждат пресконференция. Тогава Шайни отговарят на много въпроси, свързани с бъдещите им планове, също така обявяват, че през март 2011 г. ще дебютират в Япония. Концертите продължава в Тайпей (Китай), Нанджинг (Китай), Сингапур, Нагоя (Япония) и Осака (Япония) през 2011 година. На 25 и 26 януари, групата участва на SMTown Live '10 World Tour в Yoyogi National Gymnasium в Токио, който продължава с два концерта в Zenith de Paris, Париж, три концерта в Tokyo Dome, Токио и Медисън Скуеър Гардън, Ню Йорк.
На 16 май 2011 г., EMI Music Japan разкрива тийзър за японската версия на „Replay (Kimi wa Boku no Everything)“ чрез официалния си канал в YouTube. Клипът излиза в същия канал, на 27 май 2011 г. През първата седмица са продадени над 91 000 копия от сингъла. През юни албумът получава наградата „Gold' от RIAJ, за продадени над 100 000 копия.
На 19 юни 2011 г., Шайни стават първият азиатски артист, който изнася концерт в Abbey Road Studios, Лондон. На 22 юли 2011 г., момчетата започват японското си дебютно турне. Те имат множество концерти из различни градове в Япония, включително Фукуока на 22 юли, Kобе на 23 юли, Токио на 27 и 28 юли, Сапоро на 8 август и Нагоя на 11 август.
На 8 август 2011 г., EMI Music Japan пуска видеото към японската версия на „Juliette“ чрез официалния си канал в YouTube, а самият сингъл излиза на 28 август. На 12 октомври 2011 г., групата издава третия си японски сингъл „Lucifer“. Групата бива спомената в сайта на Oricon, за първия чуждестранен изпълнител в 44-годишната история на Oricon, който има три различни сингъла „Replay (Kimi wa Boku no Everything)“, „Juliette“ и „Lucifer“ в Япония, от които и трите се класират в челната тройка на седмичните топ продажби.
На 17 октомври 2011 г., е обявено от EMI Music Japan, че Шайни ще издадат първия си японски албум „The First“, на 23 ноември 2011 г., въпреки това, датата на излизане бива отложена за 7 декември. Албумът съчетава пет нови песни, заедно със седем японски версии на някои от техните корейски песни и една бонус песен „Stranger“.
Групата е поканена да открие 6-ия пореден корейски филмов фестивал в Лондон, който се състои в Odeon Cinema Leeds на 3 ноември 2011 г. Също така те организират едночасов гала концертShinee in London, билетите за който биват разпродадени в рамките на минути след започването на продажбите. Това е първият път, когато корейски изпълнител провежда собствен концерт в Лондон.
На 18 ноември 2011 г., бива обявено, че Оню, Кий и Темин ще издадат книга за своето пътуване в Барселона, Испания, като стават първите корейски изпълнители издали книга за своето приключение. Книгата излиза на 8 декември 2011 г., Children of the Sun (в превод – „Децата на Слънцето“. Шайни взимат участие в коледния албум на SM Entertainment – 2011 Winter SMTown – The Warmest Gift с кавър на песента Last Christmas, който излиза на 13 декември 2011 г.
Шайни провеждат концерт в чест на успешния си японски албум, The First, в Tokyo International Forum Hall A на 24 декември 2011 г. Групата пуска фотоалбуми от концерта им на 26 декември 2011 г., със снимки от турнето им Shinee The 1st Concert: Shinee World, заедно със зад кулисни снимки, репетиции и други интересни снимки, побиращи се в 192 страници. На 28 декември 2011 г., Tower Records Japan обявява, че групата печели наградата „Изпълнител на годината“ на K-Pop Lovers! Awards 2011, като момчетата побеждават другите корейски групи.

### 2012: Sherlock, Второ азиатско турне, Dazzling Girl, 1000 Years, Always By Your Side
Шайни правят своето корейско завръщане една година и шест месеца след излизането на „Hello, с обявяването на четвъртия си мини-албум, озаглавен „Sherlock“. На 22 март 2012 г., излиза и видеото към заглавната песен „Sherlock“ в официалния канал на SM Entertainment в YouTube.
Не след дълго, на 16 май 2012 г., излиза и японската версия на „Sherlock“. Също така започват първото си изцяло японско турне „Shinee World 2012“, на 25 април 2012 г. Обиколката се състои от общо 20 концерта във Фукуока, Сапоро, Нагоя, Осака, Кобе, Токио и Хирошима. Първото им японско турне поставя рекорд за най-много хора, посетили корейски изпълнител на турне в Япония, с общо около 200 000 души.
На 20 май 2012 г., SHINee участват в SMTown Live World Tour III, Калифорния. SM Entertainment обявява на 14 юни 2012 г., че групата ще проведе втория си самостоятелен концерт Shinee World II. Обиколката започна от Сеул на 21 и 22 юли в Olympic Gymnastics Arena.
Момчетата издават японския си сингъл „Girl“, на 10 октомври 2012 г. От сингъла биват продадени 97 111 копия през първата седмица и песента се издига в топ чартовете на японските ТВ серии „Sukkiri“, които се излъчват всяка седмица, за октомври месец. От 1 до 13 ноември SHINee организират „Dazzling Girl Special Showcase“ във Фукуока, Осака, Токио, Нагоя и Сапоро.
На 1 септември 2012 г. се създава официалният японски фенклуб Shinee World J. За да отбележи откриването му, групата провежда официално събитие на фенклуба наречено „Shinee World J Fanclub Event 2012“. На 4 октомври 2012 г. EMI обявява първата социална игра с идол, наречена „SHINee My Love“. Играта се поддържа от социалната гейминг мрежа на Android и IOS.
SHINee издават първата си японска балада (сингъл), „1000-nen, Zutto Soba ni Ite...(1000 Years, Always By Your Side)“, като шестия си японски сингъл, както и тяхното DVD към лайф концерта „Shinee World 2012“ на 12 декември 2012 г.
На 30 ноември 2012 г. те присъстват на наградите MAMA 2012, които се проведоха в Хонг Конг, като там печелят наградата за „Best Dance Performance – Male Group“, за най-новия си корейски сингъл „Sherlock (Clue + Note)“.

### 2013: Dream Girl, Why So Serious?, Boys Meet U и Everybody
На 1 февруари 2013 г. става ясно, че SHINee ще издадат нов японски сингъл наречен „Fire“ на 13 март. EMI Music Japan пуска тийзъра към клипа на 15 февруари.
На 3 февруари 2013 г., MBC обяви, че SHINee ще участват в предаването „Wonderful Day“. Там членовете на групата посещават и се забавляват в избрани от тях страни. Оню посещава Тайланд, Джонгхюн – Япония, Кий и Минхо – Англия, а Темин – Швейцария. В един от епизодите към предаването „Wonderful Day“ се разкрива малка част от репетицията на предстоящия им сингъл „Dream Girl“.
На 7 февруари 2013, S.M. Entertainment обявява, че третият корейски албум на групата ще бъде пуснат по музикалните сайтове на 19 февруари, със заглавна песен – „Dream Girl“. Започват с тийзър снимките на Кий, следван от Темин на 8 февруари. Снимките на Джонгхюн на 9 февруари, както и на Минхо, на 10 февруари, а на 11 февруари излизат и снимките на лидера – Оню. Малко по-късно пускат информацията, че заглавната песен „Dream Girl“ ще бъде в electro funk стил, написана от Shin Hyuk и Joombas Music Factory.
На 14 февруари SHINee провеждат събитието „Melon Premiere SHINee Music Spoiler.“ в Сеул, където разкриват шест от деветте песни в албума. Също така разкриват, че албума ще се състои от две части. Първата част ще бъде издадена на 19-и, със заглавие „Chapter 1. Dream Girl – The Misconceptions of You“, а втората част наречена „Chapter 2. Why So Serious? – The Misconceptions of Me“ ще излезе през април. Шайни също така разкриват хореографията на заглавната песен „Dream girl“, която е дело на хореографа Tony Testa (той работи със световноизвестни изпълнители като Бритни Спиърс, Деми Ловато, Кайли Миноуг, както и Майкъл Джексън), който и преди това е работил с момчетата.
На 16 февруари, SM Entertainment пуска кратка версия на песните съдържащи се в албума „Chapter 1. Dream Girl – The Misconceptions of You“. Малко по-късно излиза и тийзъра към клипа, а на 19 февруари 2013 г. излиза и официалният клип към „Dream Girl“. Албумът излиза на 20-и същия месец.
Компанията разкрива на 17 април, че групата ще промотира 2-рата част на албума „Chapter 2. Dream Girl – The Misconceptions of Me“, „Why So Serious? – The Misconceptions of Me“, без Джонгхюн, който сутринта на 1 април катастрофира и за щастие се отървава само със счупен нос. Датата на излизането на албума бива обявена за 29 април 2013 г. Групата се съсредоточава върху промотирането на заглавната песен без Джонгхюн. SM Entertainment обявява, че докато не се възстанови напълно няма да участва в промотирането с групата.
На 1 април 2013 г., EMI Music Japan се слива с компанията Universal Music Japan като суб-лейбъл под общото име EMI Records Japan.
На 5 май, Universal Music Japan разкрива, че Шайни ще пуснат своя втори японски албум „Boys Meet U“ на 26 юни. На 22 юни излиза превю към предстоящия музикален клип към песента „Breaking News“. Това е първото издание на групата под Universal Music Japan в резултат на разпадането на EMI. На 28 юни 2013 г., Шайни започват второто си концертно турне в Япония „Shinee World 2013“ в Saitama.
На 1 август, SM Entertainment разкрива, че Шайни ще пуснат комбинацията от двата корейски албума „Chapter 1. Dream Girl – The Misconceptions of You“ и „Chapter 2. Why So Serious? – The Misconceptions of Me“ като „The Misconceptions of Us“ на 8 август. Repackage версията включва и две нови песни: „Selene 6.23“ и „Better Off“.
На 21 август, Universal Music Japan пуска „Boys Meet U“, осмия японски сингъл. Освен „Boys Meet U“, сингълът включва също така песните „Sunny Day Hero“ и японската версия на „Dream Girl“, които изпълняват и на японското си турне.
На 29 септември 2013 г., S.M.Entertainment обяви, че петият мини албум „Everybody“ ще бъде на пазара от 14 октомври. На 3 октомври 2013 г., бива разкрито, че групата ще вземе участие в Gangnam Festival 2013 със специално изпълнение за завръщането им, озаглавено „SHINee COMEBACK SPECIAL in Gangnam Hallyu Festival“.
На 6 ноември 2013 г., S.M. Entertainment обявява своя едноседмичен музикален фестивал, наречен „SM Town Week“, където участват и Шайни със собствен концерт. Концертът на Шайни, наречен „The Wizard“, се състои на 21 декември, като там те изпълняват хитови песни и част от песните от новия си албум, включително „Hitchhiking“ и „Nightmare“ от „Chapter 2. Why So Serious? – The Misconceptions of Me“.

### 2014 –: SHINee WORLD III
На 29 януари 2014 г., СМ. обявява, че през март групата ще проведе своя трети самостоятелен, корейски концерт в Сеул под името „SHINee World III“.

## Членовете на групата

### И Джинки (Оню)
И Джинки (Lee Jinki / 이진기) или по-познат като Оню (Onew), е лидер, вокалист и най-големият в групата. Също така и се изявява като композитор на песни и актьор. Той е роден е в Gwangmyeong, Gwangmyeon, Южна Корея на 14 декември 1989 г. През 2006 г. той е открит чрез S.M. Academy Casting, след като И Су Ман (основател за компанията) забелязва таланта му, като още в същия ден подписва договор с SM Entertainment. Обучава се две години преди дебюта му с Шайни през 2008 г. В последната си година в гимназията, Оню е класиран като втория най-добър ученик в училището си. Onew завършва университета „Chungwoon“.
Участва в мюзикълите „Brothers were Brave“ заедно с И Джи Хун и корейската продукция Rock of Ages, където играе главната роля, като Дрю. Той също така е демонстрира и актьорските си умения като камео в последния епизод на драмата „Dr. Champ“. Също така и в драмите Athena: Goddess of War, Oh My God x2, Pure Love и ситкома Royal Villa.
Оню си сътрудничи с: И Хюн Джи, която е бивш член на групата „Banana Girl“, в песента Vanilla Love, Джесика от Girls' Generation в песента One Year Later и дует с Ким Йон У в песента The Name I Loved от третия мини-албум на Шайни 2009, Year Of Us. На 22 август 2012 г. излиза песента му към драмата To The Beautiful You наречена In Your Eyes. Оню също така изпя песента „Moonlight“ към драмата Miss Korea, която излиза на 3 януари 2014 г.
На 14 януари 2014, е потвърдено участието му специалното издание на риалити шоуто Laws of the Jungle („Законите на джунглата“) в Борнео.
На 5 декември 2018 г. издава първия си мини албум BLUE.
Ким Джонгхюн
Ким Джонгхюн (Kim JongHyun / 김종현), или просто Джонг, е главният вокалист на SHINee. Също като Оню, той се изявява и като текстописец и композитор. Може да свири на пиано, класическа и бас китара. Роден е в Сеул, Южна Корея на 8 април 1990 г. Интересува се от музика още от малък. В гимназията участва в група ZION, но не като вокал, а като басист. През 2005 г. е открит чрез S.M. Casting System. Преди дебюта си с Шайни той пее дует с Zhang Liyin в песента Wrongly Given Love за китайския ѝ албум.
През ноември 2010 г. бе разкрито от SM Entertainment, че Джонгхюн, заедно с Джей от TRAX, Кю Хюн от Super Junior и Джино, трейни в компанията, ще сформират група на име SM The Ballad, под лейбъла им. Групата се съсредоточава повече върху баладите, а не поп и R&B музиката. Групата издава дебютния си албум Miss You на 29 ноември 2010. Също промотират още един сънгъл от албума, Hot Times.
Той е една от 20-те корейски звезди, които записват песента Let's Go. През юни 2011 г. Джонгхюн записва песен, озаглавена „So Goodbye“ за драмата City Hunter. Участва в два епизода на шоуто на KBS, Immortal Song 2, заедно с колегата си от Super Junior, Йесънг. През 2013 г. записва песента „1 Out of 100“ към драмата The King's Dream.
Изявява се и като текстописец. Той пише някои от песните на Шайни. За 4-тия мини-албум „Sherlock" е написал две песни – Honesty и Alarm Clock. Honesty е написана специално за феновете, които продължават да обичат и подкрепят Шайни. Също така Selene 6.23 (от албума The Misconceptions of Us) и Symptoms (от албума Everybody). Но той не пише само за групата си. Пише песента на IU Gloomy Clock към третия ѝ албум Modern Times, песента Red Candle на Son Dam Bi.
Джонгхюн се е контузвал не веднъж, но никога толкова сериозно. На 1 април 2013 г., рано сутринта, на път към общежитието на Шайни, след като е прекарал предния ден при родителите си, той катастрофира с колата си, като се отървава само със счупен нос, но това е достатъчно, за да не може да участва в промоциите на „Why so Serious?“ заедно с другите членове на групата.
На 18 декември 2017 г., Джонгхюн е открит в безсъзнание в нает от него апартамент. Откаран е в университетската болница Конкук в състояние на сърдечен арест, където му е приложена Кардио-пулмонарна първа помощ. Малко по-късно е обявен за починал.

### Ким Кибом (Кий)
Ким Кибом (Kim Kibum / 김기범), по-известен е със сценичното си име Kий (Key), е вокалист, рапър и танцьор в групата, което му спечелва прякора „Всемогъщият Kий“. Владее перфектно английски и японски, и малко китайски. Роден е в Тегу, Южна Корея на 23 септември 1991 г. Открит е чрез „S.M. National Tour Audition Casting“ през 2005 г.
Преди да дебютира в Шайни през 2008 г., той се появява във видеото към песента на Super Junior, Wonder Boy като танцьор. Също така учи в Америка за кратко.
Кий участва в солото на Xiah на концерта на TVXQ – 2009: The 3rd Asia Tour Mirotic, в Сеул. Също така в песента на TRAX „Healing“ от албума „Trax Mini Album Volume 1“, както и в „Boys & Girls“ на Girls' Generation от втория им студиен албум Oh!. Заедно с Джесика от Girls' Generation изпълнява песента „Barbie Girl“ на концерта Girls' Generation „I1st Asia Tour: Into the New World“ в Сеул, а в Шайнхай пее заедно с Юна песента „If You Find A Cool Guy, Please Introduce Me“. Също така пее много американски песни, като „Firework“ на Кейти Пери, „Take a Bow“ на Риана, „Judas“, на Лейди Гага, „Тик Ток“ от Кеша, и „My First Kiss“ от 3OH!3 заедно с Taemin.
Той работи и с Итък от Super Junior върху песен, наречена „Bravo“ за драмата „History of the Salaryman“. Взима участие и в песента „Two Moons“ от дебютния мини-албум MAMA на EXO и песента на BoA – „One Dream“ заедно с Хенри от Super Junior-M.
Kий дебютира като актьор през 2011 г. в „Night Moon 90“ като И Хюн До заедно с Темин. За малко взима участие и в телевизионното предаване Idol Rebellion Maknae като гост звезда заедно Шайни. На 24 октомври 2012 г. е избран да участва в корейския вариант на бродуейския мюзикъл „Catch Me If You Can“ („Хвани ме ако можеш!“), там си партнира с Ум Ки Джун, Ким ДжонгХун, Пак КуангХюн и колегите от лейбъла му Кюхюн от Super Junior, Съни от SNSD и Дана от CSJH The Grace. Малко по-късно се появява в 4-ти епизод като камео в ситкома на SBS „Salamander Guru and The Shadows“. На 18 юли 2013 г., е обявено, че Kий ще играе Клайд в корейската продукция на бродуейския мюзикъл „Bonnie & Clyde“ заедно с Ким Минджонг, Дана от CSJH The Grace, и Хьонгшик от ZE:A. Спектакълът се играе от 4 септември до 27 октомври 2013 г. Не след дълго, на 22 октомври 2013 г., е обявено, че Кий ще играе в корейската версия на бродуейския мюзикъл „Тримата мускетари“ като Д'Артанян.

### Чой Минхо
Чой Минхо (Choi Minho / 최민호) е главният рапър в групата. Също така той пише много от рап частите на песните на Шайни. Роден е в Инчхън, Южна Корея на 9 декември 1991 г. През 2006 г. е открит чрез „S.M. Casting System“. Завършва университета Конкук през 2010 г. Бил е модел за модната колекция на Ha Sang Baek „Seoul Collection F/W 08 – 09“ през март 2008 г., два месеца преди дебюта си с Шайни.
Минхо участва и в корейската, и в японската версия на клипа на Girls' Generation, „Gee“, както и в клипа на дебютната песен на VNT – „Sound“.
Той взима участие в „Let's Go Dream Team! Season 2“ заедно с Темин.
Минхо дебютира като актьор на 20 ноември 2010 г. в драмата на KBS2, озаглавена „Pianist“ заедно с актрисата Хан Джи Хье. На 7 декември 2011 г., е обявено, че ще играе главна роля в новия ситком на SBS, „Salamander Guru and The Shadows“, който започва да се излъчва през януари 2012 година. Там играе като Минхюк, гениален хакер, заедно с актьорите Им Уон Хи и Oh Dal-soo. Ситкомът започва да се излъчва през януари 2012 г.
На 26 април 2012 г., е потвърдено, че Минхо ще играе главната роля, заедно със Сули от F(x) И Хьон У, в корейската драма „To The Beautiful You“ (корейската версия на „Hana Kimi“). Драмата започна да се излъчва на 15 август 2012 г., като Шайни го подкрепят през цялото време на снимките. Той играе ролята на младия Канг Те Джун, златен медалист на висок скок, който се отказва от скачането, заради контузия. За тази роля Минхо получава персонално обучение от треньора Ким Те Йонг, бивш национален състезател на висок скок и член на Корейската асоциация на федерациите по лека атлетика, в продължение на месец и половина. Неговият личен рекорд e 175 сантиметра.
На 29 юли 2013 г., е обявено, че ще се завърне на малкия екран чрез драмата на MBC – „Medical Top Team“, като очарователното макне (най-малкия) на медицинския екип. Там той си партнира с Куон Санг У, Чонг Рьо Уон, и Чу Чи Хун.

### И Темин
И Темин (Lee Taemin (이태민) е главният танцьор, вокал и макнето (най-малкият) в групата. Може да свири на пиано. Роден е в Сеул, Южна Корея на 19 юли 1993 г. Темин за пръв път е открит през 2005 г. чрез S.M. Open Weekend Casting Audition. Учи китайски в Пекин през 2007 г. През март 2011 г. той се прехвърля в Hanlim Multi Arts High School от предишното му училище, Chung Dam High School, заради натоварения график на Шайни. Той завършва гимназията през февруари 2012 г.
През 2010 г., той рапира в песента "Introduce Me a Good Person“ с Кий and Юна от SNSD на SNSD's 1st Asian Tour „Into The New World“ в Шанхай. По време на музикалните корейски награди в Банкок, заедно със соло певицата IU пеят – Gee, Juliette и Hello. За да подкрепи своята колежка от лейбъла BoA танцува заедно с нея в лайф изпълненията ѝ към песента „Only One“, също така през 2013 г. той участва в клипа към песента ѝ „Disturbance“. На 19 септември Темин пусна соло парчето „U“, към саундтрака на драмата „To The Beautiful You“. На 16 октомври 2012 г. бива обявено, че Темин заедно с Ънхюк и Хенри (от Super Junior), Хьойон (от Girls’ Generation), Кай и Лухан (от ЕХО) ще сформират денс група на име PYL Younique. Групата издава сингъла „Maxstep“, в който се рекламира марката коли „To The Beautiful You“ Hyundai. През 2013 г. той участва в соло песента на Хенри от Super Junior-М, „Trap“.

## Дискография

### Студийни албуми

#### Корейски
- The Shinee World (2008)
- Lucifer (2010)
- Chapter 1. Dream Girl – The Misconceptions of You (2013)
- Chapter 2. Why So Serious? – The Misconceptions of Me (2013)
- Odd (2015)

#### Японски
- The First (2011)
- Boys Meet U (2013)
- I'm Your Boy (2014)

### Компилации
- The Misconceptions of Us (2013)

### EP албуми
- Replay (2008)
- Romeo (2009)
- 2009, Year of Us (2009)
- Sherlock (2012)
- Everybody (2013)

### Сингли

#### Корейски
- Noona Neomu Yeppeo (Replay) (2008)
- Sanso Gateun Neo (Love Like Oxygen) (2008)
- A.Mi.Go (Amigo) (2008)
- Juliette (2009)
- Ring Ding Dong (2009)
- JoJo (2009)
- Lucifer (2010)
- Hello (2010)
- Sherlock (Clue + Note) (2012)
- Dream Girl (2013)
- Why So Serious? (2013)
- Everybody (2013)
- View (2015)
- Married To The Music (2015)

#### Японски
- Replay (Kimi wa Boku no Everything) (2011)
- Juliette (2011)
- Lucifer (2011)
- Sherlock (2012)
- Dazzling Girl (2012)
- 1000-nen, Zutto Soba ni Ite... (2012)
- Fire (2013)
- Boys Meet U (2013)
- 3 2 1 (2013)
- Lucky Star (2014)
- Your Number (2015)

## Турнета
- Shinee World (2010 – 2011)
- Shinee World II (2012)
- Shinee World 2012 (2012)
- Shinee World 2013 (2013)
- Shinee World III (2014)
- Shinee World 2014 (2014)
- Shinee World IV (2015)
- Tokyo Dome (2015)